# Chrysolina erzinica
Chrysolina erzinica es un coleóptero de la familia Chrysomelidae.
Fue descrita científicamente en 2002 por Mikhailov.